# Dalldorf
Dalldorf ist eine Gemeinde im Kreis Herzogtum Lauenburg in Schleswig-Holstein.

## Geografie

### Geografische Lage
Das Gemeindegebiet von Dalldorf erstreckt sich im westlichen Bereich der naturräumlichen Haupteinheit Südmecklenburgische Niederungen (genauer südwestmecklenburgische Niederungen (Nr. 760)) westlich der durch die Stecknitz (Delvenau) gebildeten Landesgrenze nach Mecklenburg-Vorpommern und südlich des Bachlaufs der Linau zwischen den Städten Lauenburg/Elbe und Büchen. Der nach der Gemeinde benannte Dalldorfer See, wie auch ein kleiner Teil des Lanzer Sees befinden sich im Gemeindegebiet; ebenso das Naturschutzgebiet Stecknitz-Delvenau-Niederung.

### Gemeindegliederung
Die Gemeinde Dalldorf lässt sich siedlungsgeographisch gliedern in die beiden Wohnplätze des Dorfs gleichen Namens und die Wochenendsiedlung Wochenendgebiet.

### Nachbargemeinden
Direkt an das Gemeindegebiet von Dalldorf grenzen:
|         | Witzeeze                                    |             |
| Basedow | Kompassrose, die auf Nachbargemeinden zeigt | Schwanheide |
|         | Lanze                                       |             |

## Geschichte
Das Dorf wurde im Ratzeburger Zehntregister von 1230 als Dalthorp zum ersten Mal urkundlich erwähnt. Neben dem Dorf bestand ein Gut, das sich vom 12. Jahrhundert bis 1715 als Kunkellehen im Besitz der Familie von Dalldorf befand. Zum Besitz der Dalldorfs gehörte auch das Gut Wotersen. Nach 1715 kam es zu einer Vielzahl von Besitzwechseln. Im Jahre 1933 wurde das Gut aufgesiedelt und ist heute nur noch als Resthof erhalten. Das Herrenhaus geht in seinem Grundstock noch auf die Familie von Dalldorf zurück. Das Dorf war immer landwirtschaftlich geprägt, obgleich heute nur noch drei Höfe im Vollerwerb erhalten geblieben sind. Nach dem Bau der Mauer 1961 lag der Ort abgeschieden im Zonenrandgebiet.  Der Haltepunkt an der Eisenbahnlinie Büchen - Lauenburg wurde aufgelassen. 1989 wurde die Betonbrücke über die Stecknitz ins mecklenburgische Zweedorf wieder eröffnet.

## Politik

### Gemeindevertretung
Bei der Kommunalwahl 2023 errang die Action Dalldorfer Wählergemeinschaft erneut alle neun Sitze in der Gemeindevertretung. Die Wahlbeteiligung betrug 61,4 Prozent.

### Wappen
Blasonierung: „Von Gold und Blau gesenkt geteilt. Oben eine grüne Bogenbrücke, unten ein goldener Steinbeißer.“

## Verkehr
Durch die Gemarkung führen die schleswig-holsteinische Landesstraße 200, die Bahnstrecke Lübeck–Lüneburg und der Elbe-Lübeck-Kanal.

## Bilder

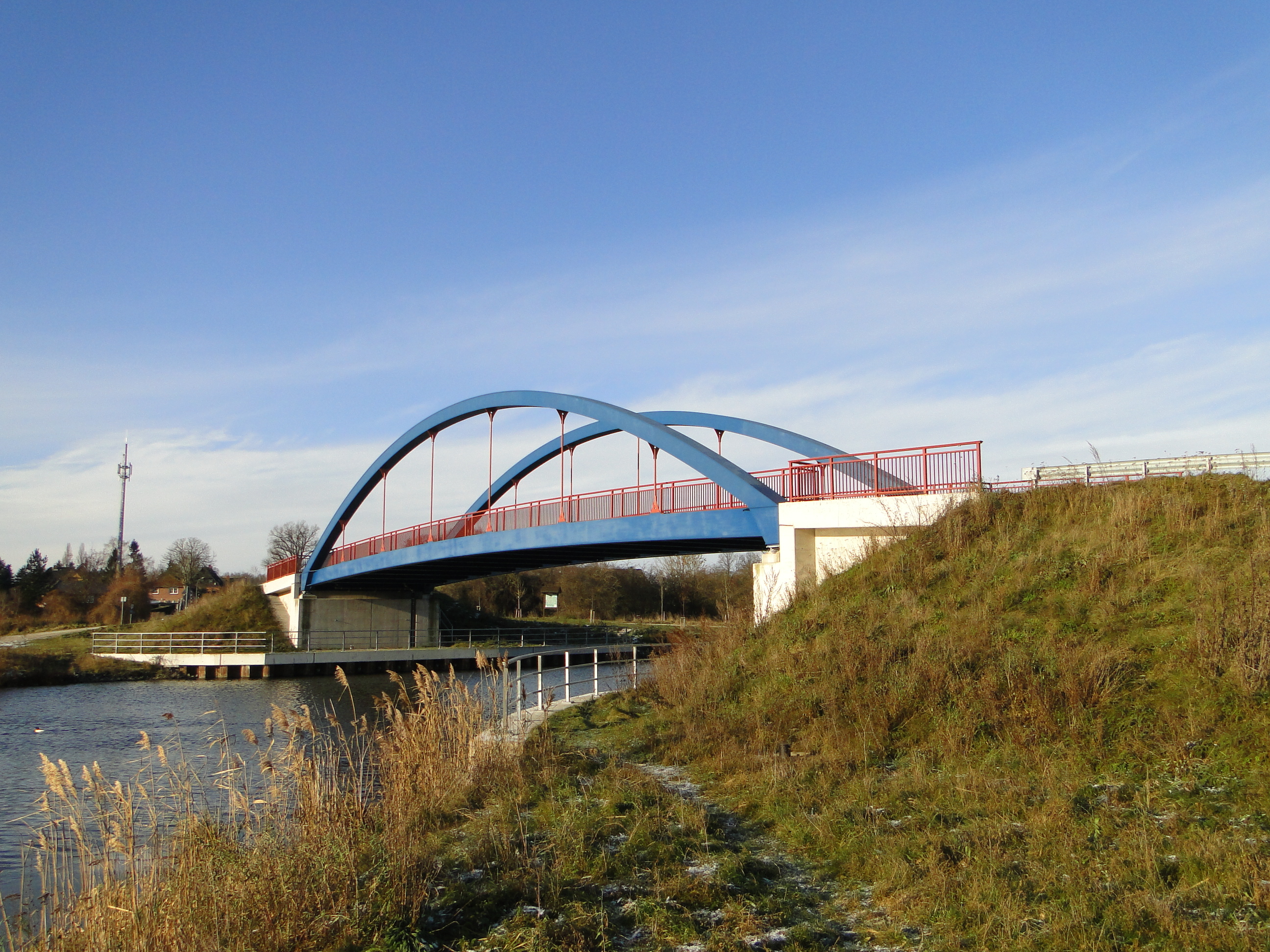
Brücke über den Elbe-Lübeck-Kanal
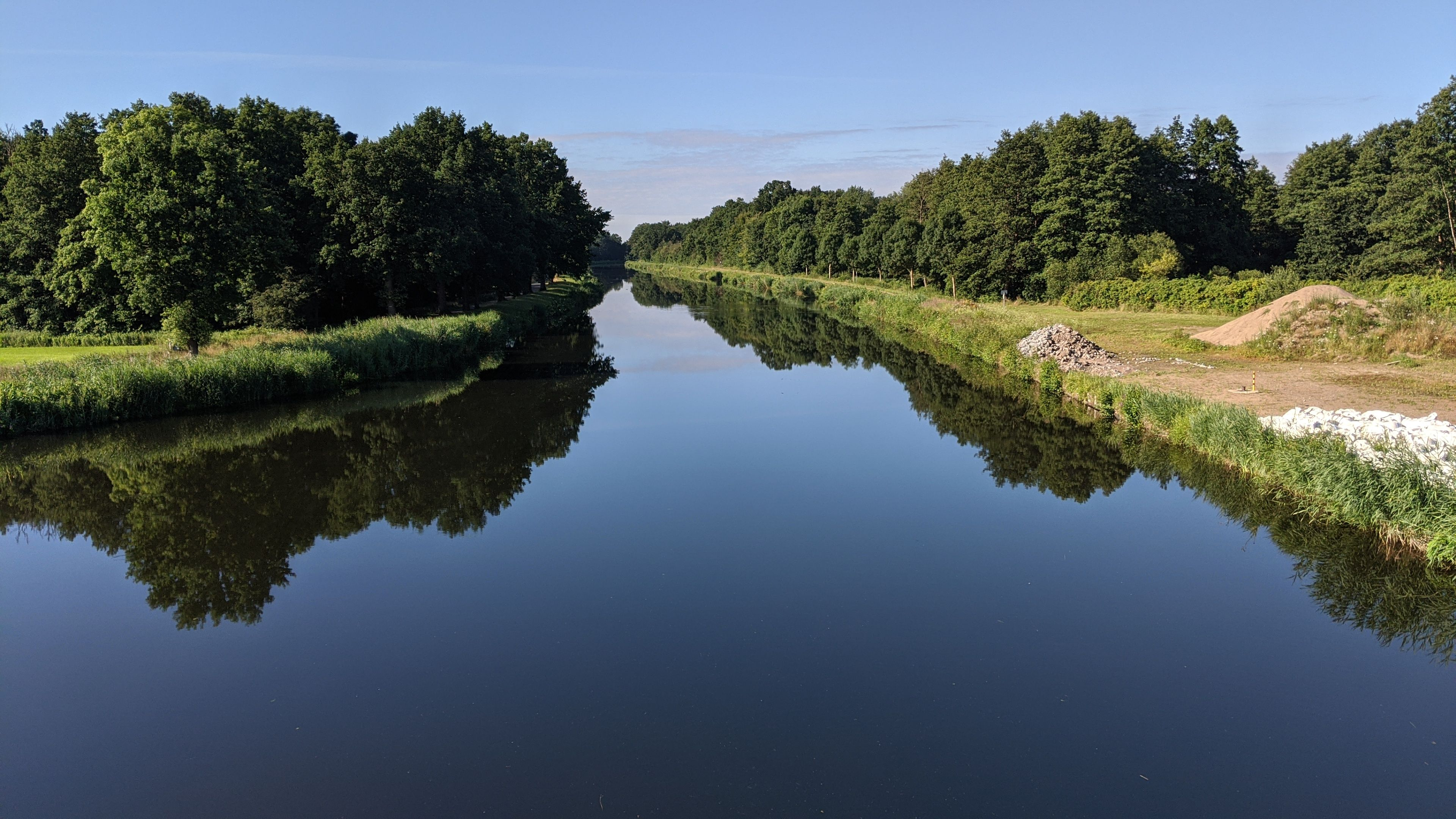
Elbe-Lübeck-Kanal bei Dalldorf
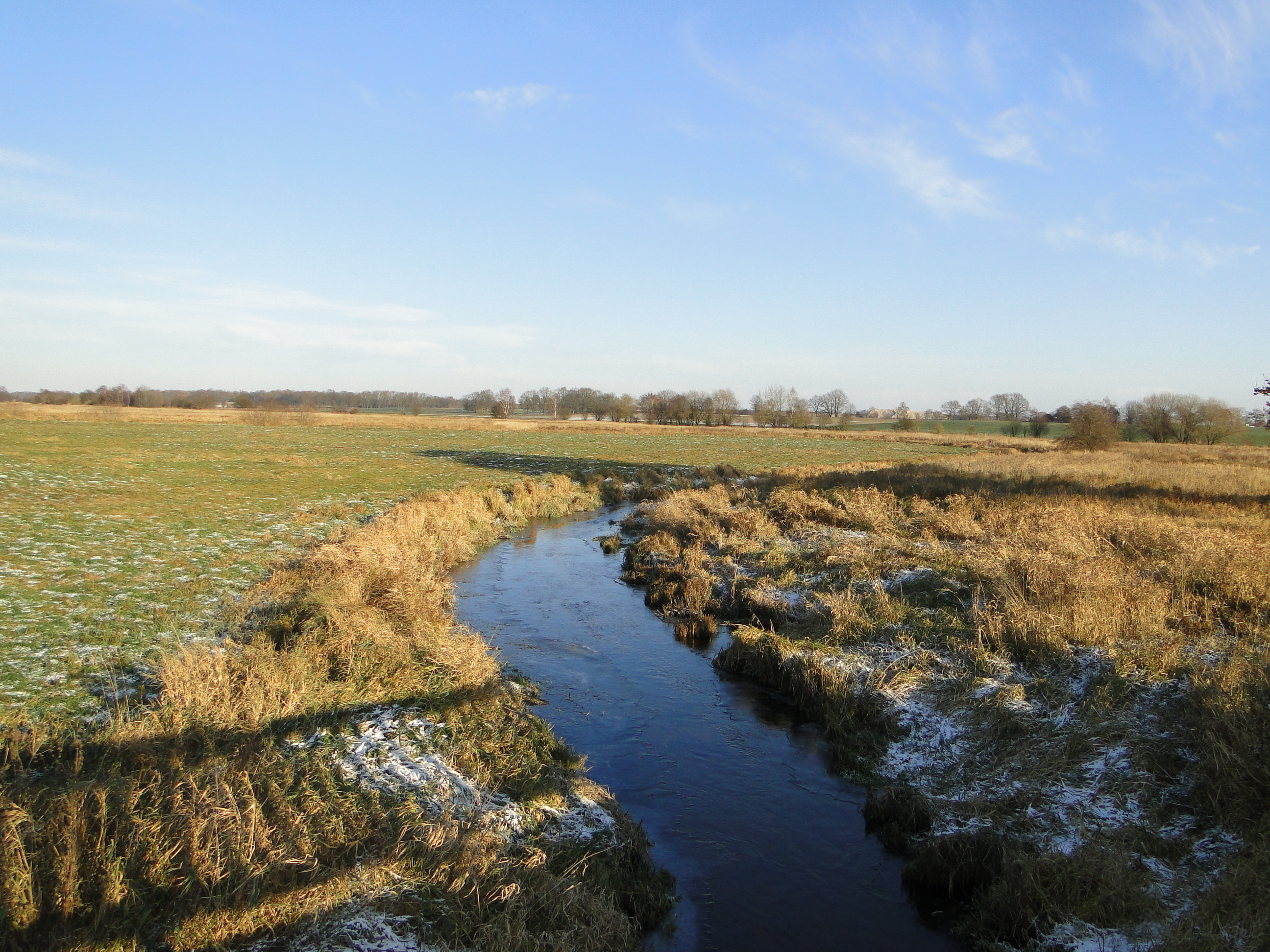
Stecknitz (Delvenau) an der Landesgrenze